# Moxidectin
Moxidectin ist ein Antiparasitikum. Chemisch ist es ein makrocyclisches Lacton aus der Gruppe der Milbemycine. Der Wirkstoff ist eine chemische Abwandlung des Fermentationsprodukts Nemadectin  des Strahlenpilzes Streptomyces cyaneogriseus. Es ist eine lipophile Substanz, die gut in organischen Lösungsmitteln, aber schlecht in Wasser löslich ist.

## Klinische Angaben
Der Arzneistoff findet in der Tiermedizin als Mittel gegen Rundwürmer und Milben Einsatz. Die antiparasitische Wirkung wird durch eine Erhöhung der Membranpermeabilität der Nervenzellen der Nematoden bzw. der Nerven- und Muskelzellen der Gliederfüßer für Chlorid-Ionen vermittelt.
In der Humanmedizin ist Moxidectin in den USA seit Juni 2018 zur Behandlung der Onchozerkose, einer durch den tropischen Fadenwurm Onchocerca volvulus verursachten Krankheit, zugelassen. Die Behandlung erfolgt durch eine einmalige orale Gabe des Wirkstoffs.
Von P2X4-Purinorezeptoren wird angenommen, dass sie über Regelung der synaptischen Plastizität im mesokortikalen System Belohnungsreize modulieren. Moxidectin wirkt am P2X4-Rezeptor potenzierend und zeigt eine Minderung der Ethanolaufnahme im Versuch an Mäusen. Dieser Rezeptor gilt als vielversprechendes Target bei der Entwicklung von Arzneistoffen zur Behandlung des Alkoholismus.

## Gefahrenbewertung
Das Committee for Medicinal Products for Veterinary Use (CVMP) der Europäischen Arzneimittel-Agentur (EMA) kam zum Schluss, dass Moxidectin persistent, bioakkumulativ und toxisch (PBT) ist.

## Handelsnamen (Tierarzneimittel)
Cydectin, Equest, Equimoxectin, Zermex
Kombinationspräparate
- mit Imidacloprid: Advocate, Prinovox
- mit Praziquantel: Equipramox
- mit Sarolaner und Pyrantelpamoat: Simparica Trio

## Externe Links zu erwähnten Verbindungen
1. ↑  Externe Identifikatoren von bzw. Datenbank-Links zu Nemadectin:  CAS-Nr.: 102130-84-7, PubChem: 6436124, ChemSpider: 24750875, Wikidata: Q27253169.